# 970 Primula
970 Primula là một tiểu hành tinh bay quanh Mặt Trời. Its rotational period is 2.777 giờ.